# Tîmcenkî, Zinkiv
Tîmcenkî (în ucraineană Тимченки) este un sat în comuna Pîșnenkî din raionul Zinkiv, regiunea Poltava, Ucraina.

## Demografie
Componența lingvistică a localității Tîmcenkî
     Ucraineană (96,15%)
     Rusă (3,85%)
Conform recensământului din 2001, majoritatea populației localității Tîmcenkî era vorbitoare de ucraineană (96,15%), existând în minoritate și vorbitori de rusă (3,85%).